# Leichtathletik-Weltmeisterschaften 2001/200 m der Frauen

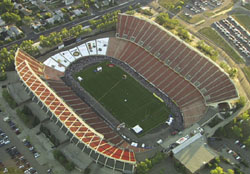
Das Commonwealth Stadium von Edmonton im Jahr 2005

Der 200-Meter-Lauf der Frauen bei den Leichtathletik-Weltmeisterschaften 2001 wurde vom 8. bis 10. August 2001 im Commonwealth Stadium der kanadischen Stadt Edmonton ausgetragen.
Weltmeisterin wurde die Siegerin der Panamerikanischen Spiele 1999 Debbie Ferguson aus Bahamas. Sie hatte bei den Weltmeisterschaften 1999 und den Olympischen Spielen 2000 jeweils Gold mit der 4-mal-100-Meter-Staffel ihres Landes gewonnen und darüber hinaus 1996 die olympische Silbermedaille, ebenfalls als Mitglied der Sprintstaffel.

Den zweiten Rang belegte die US-Amerikanerin LaTasha Jenkins.

Bronze ging an Cydonie Mothersille von den Cayman Islands.

## Bestehende Rekorde
| Weltrekord               | 21,34 s | Florence Griffith-Joyner | OS Seoul, Südkorea      | 29. September 1988 |
| Weltmeisterschaftsrekord | 21,74 s | Silke Gladisch           | WM 1987 in Rom, Italien | 3. September 1987  |

Auch bei diesen Weltmeisterschaften wurde der seit 1987 bestehende WM-Rekord nicht gefährdet.
Es gab vier Landesrekorde.
- 28,76 s – Kaitinano Mwemweata (Kiribati), 1. Vorlauf am 8. August (Wind: +0,2 m/s)
- 23,02 s – Sarah Reilly (Irland), 3. Vorlauf am 8. August (Wind: +0,3 m/s)
- 22,54 s – Cydonie Mothersille (Cayman Islands), 5. Vorlauf am 8. August (Wind: +1,2 m/s)
- 22,76 s – Alenka Bikar (Slowenien), 2. Halbfinale am 9. August (Wind: −0,1 m/s)

## Doping
In diesem Wettbewerb kam es zu drei dopingbedingten Disqualifikationen.
Den beiden US-Amerikanerinnen Marion Jones, zunächst Erste, und Kelli White, zunächst Dritte, sowie die Russin Jekaterina Leschtschowa wurden ihre zunächst erreichten Platzierungen wegen Dopingvergehens aberkannt. Von der Disqualifikation war später auch die zunächst siegreiche US-Staffel über 4 × 100 Meter betroffen. Sowohl Jones als auch Kelly waren Mitglieder dieses Teams.
Hier wurden mehrere Athletinnen benachteiligt:
- Die Medaillengewinnerinnen erhielten ihr Edelmetall erst mit langer Verspätung.
  - Debbie Ferguson (Bahamas) – Gold
  - LaTasha Jenkins (USA) – Silber. Sie konnte als zunächst Viertplatzierte darüber hinaus nicht an der Siegerehrung teilnehmen.
  - Cydonie Mothersill (Cayman Islands) – Bronze. Sie konnte als zunächst Fünftplatzierte ebenfalls nicht an der Siegerehrung teilnehmen.
- Zwei Läuferinnen wurde die über ihre Platzierungen eigentlich berechtigte Teilnahme am Finale verwehrt:
  - Damayanthi Dharsha (Sri Lanka) – Rang zwei im ersten Halbfinale
  - Mary Onyali (Nigeria) – Rang zwei im dritten Halbfinale. Ihr war schon über 100 Meter durch zwei Dopingsünderinnen der Finaleinzug verwehrt geblieben.
- Zwei Läuferinnen wurde die über ihre Platzierungen eigentlich berechtigte Teilnahme am Halbfinale verwehrt:
  - LaDonna Antoine (Kanada) – Rang vier im zweiten Vorlauf
  - Lyubov Perepelova (Usbekistan) – Rang vier im dritten Vorlauf

## Vorrunde
5. August 2001, 17:35 Uhr
Die Vorrunde wurde in fünf Läufen durchgeführt. Die ersten vier Athletinnen pro Lauf – hellblau unterlegt – sowie die darüber hinaus vier zeitschnellsten Läuferinnen – hellgrün unterlegt – qualifizierten sich für das Viertelfinale.

### Vorlauf 1

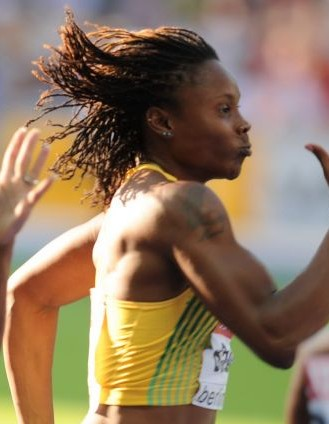
Aleen Bailey schied mit 23,70 s in der Vorrunde aus

8. August 2001, 20:19 Uhr
Wind: +0,2 m/s
| Platz | Name                  | Nation      | Zeit (s) |
| ----- | --------------------- | ----------- | -------- |
| 1     | Damayanthi Dharsha    | Sri Lanka   | 22,88    |
| 2     | Birgit Rockmeier      | Deutschland | 23,01    |
| 3     | Kim Gevaert           | Belgien     | 23,10    |
| 4     | Irina Chabarowa       | Russland    | 23,25    |
| 5     | Natallja Safronnikawa | Belarus     | 23,30    |
| 6     | Liliana Allen         | Mexiko      | 23,32    |
| 7     | Aleen Bailey          | Jamaika     | 23,70    |
| 8     | Kaitinano Mwemweata   | Kiribati    | 28,76 NR |

### Vorlauf 2

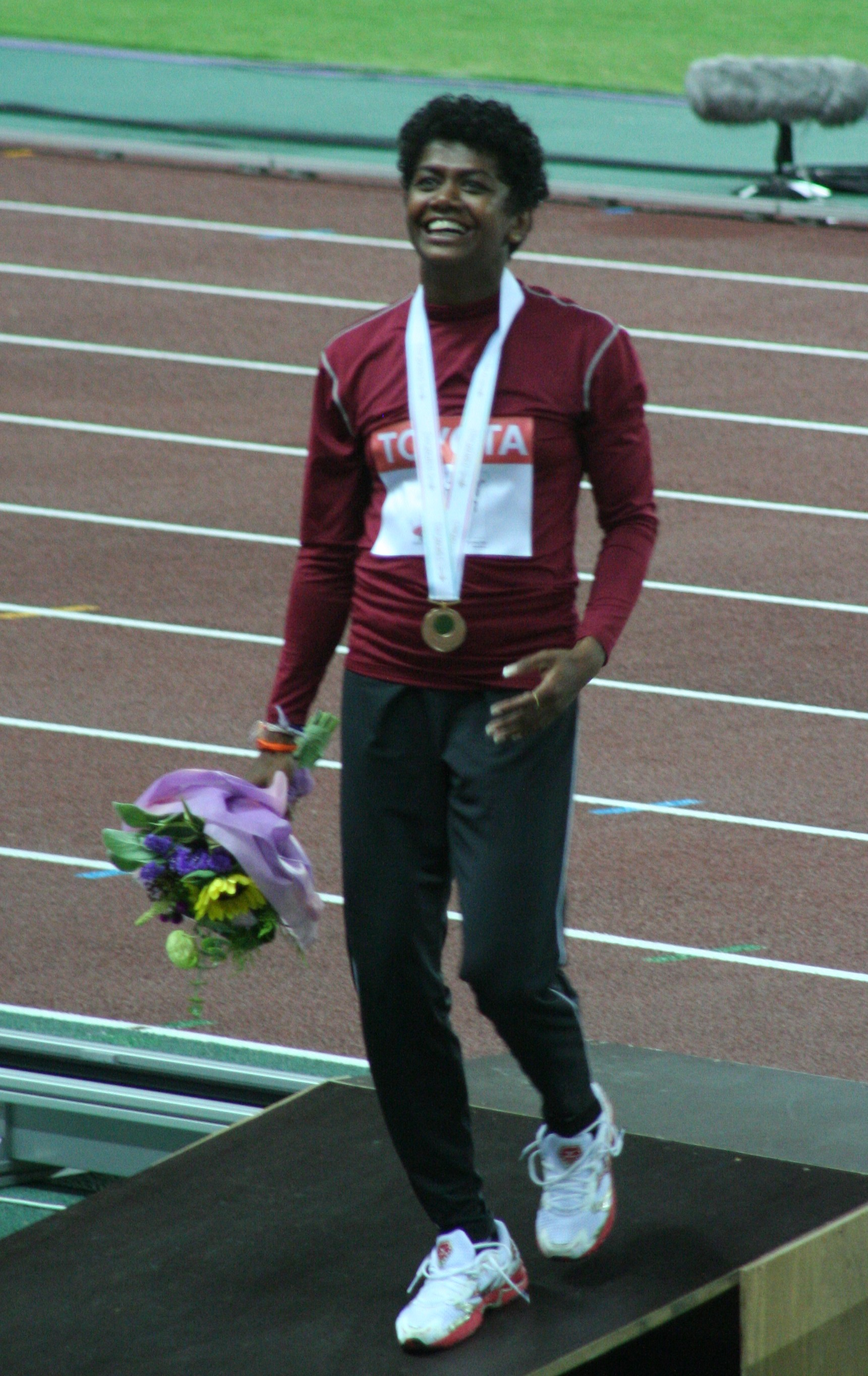
Die zweifache Silbermedaillengewinnerin (WM 1999/OS 2000) Susanthika Jayasinghe wurde wegen Bahnübertretung disqualifiziert

8. August 2001, 20:25 Uhr
Wind: +0,8 m/s
| Platz | Name                  | Nation          | Zeit (s)                                         |
| ----- | --------------------- | --------------- | ------------------------------------------------ |
| 1     | Beverly McDonald      | Jamaika         | 22,73                                            |
| 2     | Aïda Diop             | Senegal         | 22,91                                            |
| 3     | Lauren Hewitt         | Australien      | 23,07                                            |
| 4     | LaDonna Antoine       | Kanada          | 23,76 eigentlich für das Halbfinale qualifiziert |
| 5     | Gabriela Patterson    | Costa Rica      | 24,37                                            |
| 6     | Ann Mooney            | Papua-Neuguinea | 25,34                                            |
| DSQ   | Susanthika Jayasinghe | Sri Lanka       | IAAF Rule 163.3 – Bahnübertreten                 |
| DOP   | Kelli White           | USA             | für das Halbfinale zugelassen                    |

### Vorlauf 3
8. August 2001, 20:31 Uhr
Wind: +0,3 m/s
| Platz | Name                    | Nation         | Zeit (s)                                         |
| ----- | ----------------------- | -------------- | ------------------------------------------------ |
| 1     | Debbie Ferguson         | Bahamas        | 23,00                                            |
| 2     | Sarah Reilly            | Irland         | 23,02 NR                                         |
| 3     | Louise Ayétotché        | Elfenbeinküste | 23,15                                            |
| 4     | Lyubov Perepelova       | Usbekistan     | 24,03 eigentlich für das Halbfinale qualifiziert |
| 5     | Karin Mayr              | Österreich     | 24,38                                            |
| 6     | Ekundayo Williams       | Sierra Leone   | 25,35                                            |
| DOP   | Marion Jones            | USA            | für das Halbfinale zugelassen                    |
| DOP   | Jekaterina Leschtschowa | Russland       |                                                  |

### Vorlauf 4
8. August 2001, 20:37 Uhr
Wind: −0,7 m/s
| Platz | Name               | Nation              | Zeit (s) |
| ----- | ------------------ | ------------------- | -------- |
| 1     | LaTasha Jenkins    | USA                 | 22,82    |
| 2     | Myriam Léonie Mani | Kamerun             | 22,82    |
| 3     | Mary Onyali        | Nigeria             | 22,87    |
| 4     | Johanna Manninen   | Finnland            | 22,93    |
| 5     | Gabi Rockmeier     | Deutschland         | 22,95    |
| 6     | Fabé Dia           | Frankreich          | 23,07    |
| DNS   | Kaltouma Nadjina   | Tschad              |          |
| DNS   | Valma Bass         | St. Kitts und Nevis |          |

### Vorlauf 5
8. August 2001, 20:43;Uhr
Wind: +1,2 m/s
| Platz | Name                | Nation                         | Zeit (s) |
| ----- | ------------------- | ------------------------------ | -------- |
| 1     | Cydonie Mothersille | Cayman Islands                 | 22,54 NR |
| 2     | Juliet Campbell     | Jamaika                        | 22,88    |
| 3     | Alenka Bikar        | Slowenien                      | 22,93    |
| 4     | Inger Miller        | USA                            | 22,98    |
| 5     | Manuela Levorato    | Italien                        | 23,23    |
| 6     | Felipa Palacios     | Kolumbien                      | 23,40    |
| 7     | Natasha Mayers      | St. Vincent und die Grenadinen | 24,91    |
| 8     | Marcia Daniel       | Dominica                       | 25,04    |

## Halbfinale

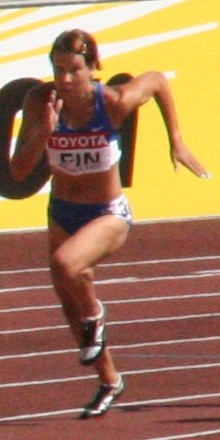
Mit ihrer Zeit von 23,11 s reichte es für Johanna Manninen nicht ins Finale
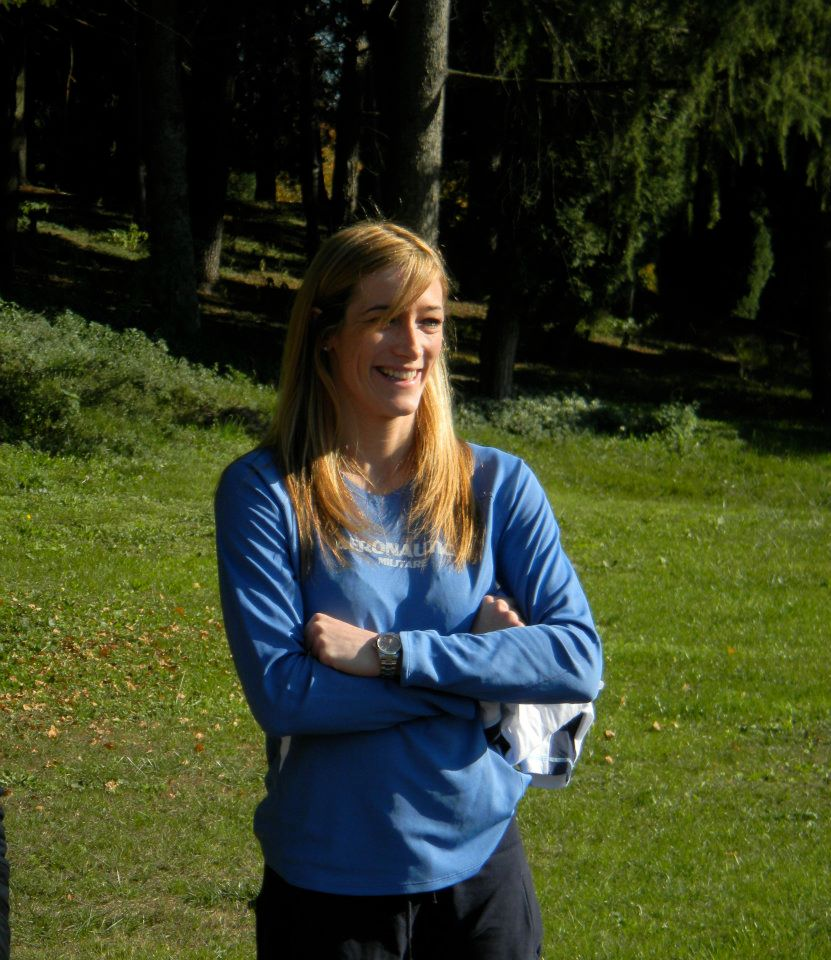
Manuela Levorato erzielte in ihrem Halbfinallauf 23,13 s und schied damit aus

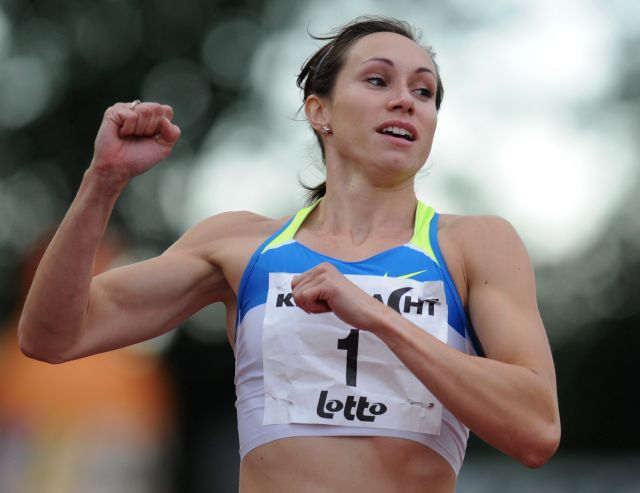
Kim Gevaert – 23,29 s im ersten Halbfinale und damit nicht im Endlauf

Aus den drei Halbfinalläufen qualifizierten sich die jeweils ersten beiden Athletinnen – hellblau unterlegt – sowie die darüber hinaus zwei zeitschnellsten Läuferinnen – hellgrün unterlegt – für das Finale.

### Halbfinallauf 1
9. August 2001, 18:47 Uhr
Wind: +0,1 m/s
| Platz | Name               | Nation      | Zeit (s)                                     |
| ----- | ------------------ | ----------- | -------------------------------------------- |
| 1     | Juliet Campbell    | Jamaika     | 22,68                                        |
| 2     | Damayanthi Dharsha | Sri Lanka   | 22,88 eigentlich für das Finale qualifiziert |
| 3     | Birgit Rockmeier   | Deutschland | 22,97                                        |
| 4     | Johanna Manninen   | Finnland    | 23,11                                        |
| 5     | Manuela Levorato   | Italien     | 23,13                                        |
| 6     | Fabé Dia           | Frankreich  | 23,14                                        |
| 7     | Kim Gevaert        | Belgien     | 23,29                                        |
| DOP   | Marion Jones       | USA         | für das Finale zugelassen                    |

### Halbfinallauf 2
9. August 2001, 18:55 Uhr
Wind: −0,1 m/s
| Platz | Name                  | Nation         | Zeit (s) |
| ----- | --------------------- | -------------- | -------- |
| 1     | Myriam Léonie Mani    | Kamerun        | 22,59    |
| 2     | LaTasha Jenkins       | USA            | 22,63    |
| 3     | Cydonie Mothersille   | Cayman Islands | 22,63    |
| 4     | Alenka Bikar          | Slowenien      | 22,76 NR |
| 5     | Aïda Diop             | Senegal        | 22,94    |
| 6     | Natallja Safronnikawa | Belarus        | 23,02    |
| 7     | Lauren Hewitt         | Australien     | 23,05    |
| 8     | Louise Ayétotché      | Elfenbeinküste | 23,47    |

### Halbfinallauf 3

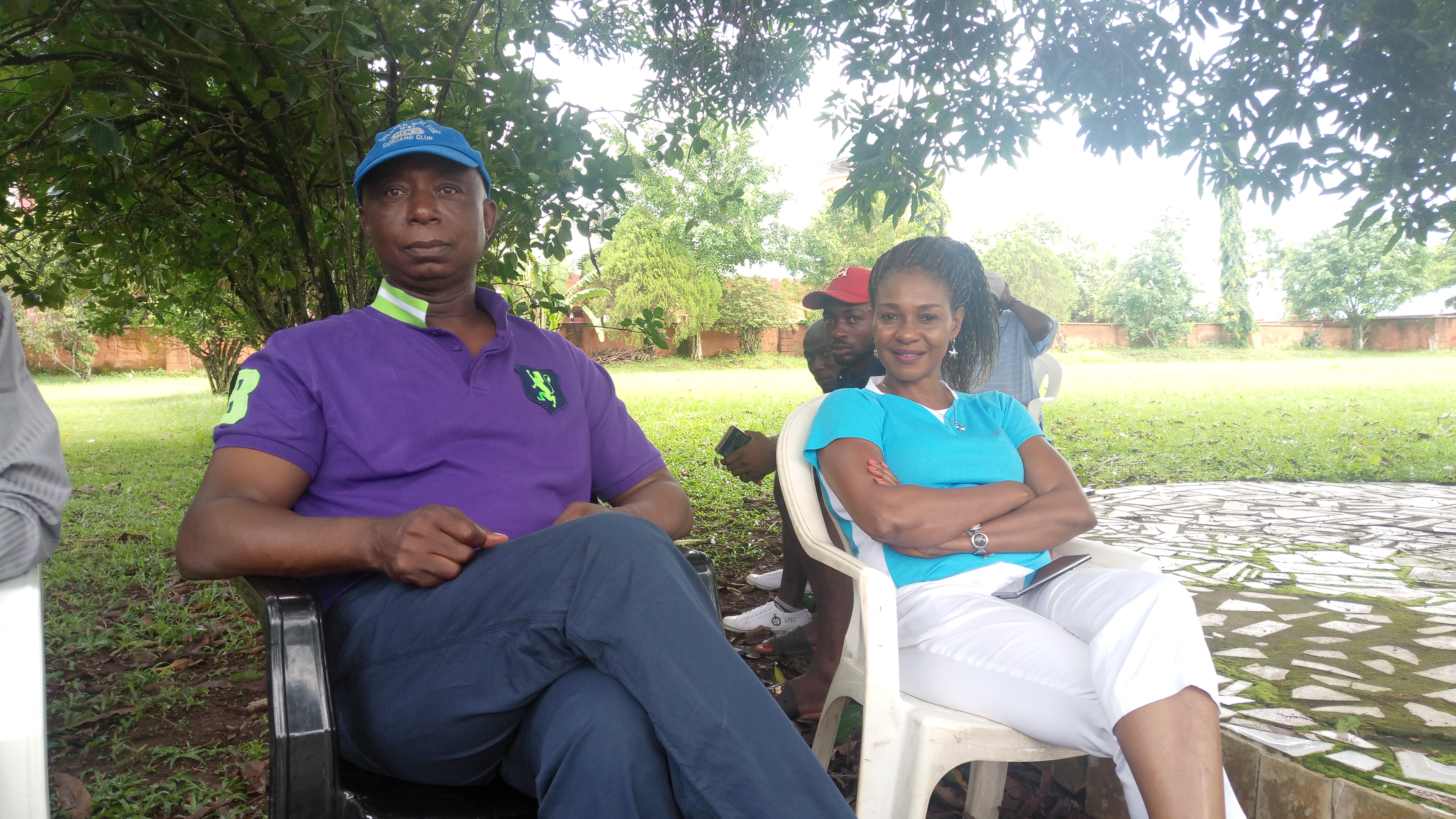
Mary Onyali – schon zum zweiten Mal wurde sie durch Dopingbetrug von Konkurrentinnen um eine Finalteilnahme gebracht

9. August 2001, 19:03 Uhr
Wind: −0,3 m/s
| Platz | Name             | Nation      | Zeit (s)                                     |
| ----- | ---------------- | ----------- | -------------------------------------------- |
| 1     | Debbie Ferguson  | Bahamas     | 22,39                                        |
| 2     | Mary Onyali      | Nigeria     | 22,80 eigentlich für das Finale qualifiziert |
| 3     | Inger Miller     | USA         | 22,82                                        |
| 4     | Beverly McDonald | Jamaika     | 22,84                                        |
| 5     | Sarah Reilly     | Irland      | 23,24                                        |
| 6     | Irina Chabarowa  | Russland    | 23,43                                        |
| DNF   | Gabi Rockmeier   | Deutschland |                                              |
| DOP   | Kelli White      | USA         | für das Finale zugelassen                    |

## Finale

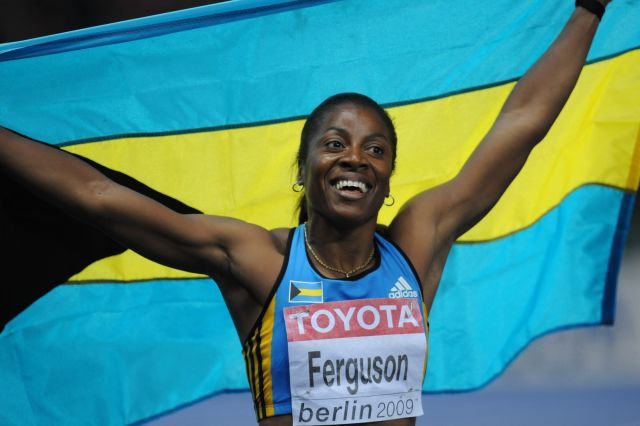
Weltmeisterin Debbie Ferguson hatte vorher zweimal Staffelgold (WM 1999/OS 2000) und einmal Staffelbronze (OS 1996) errungen

10. August 2001, 21:30 Uhr
Wind: −0,8 m/s
| Platz | Name                | Nation         | Zeit (s) |
| ----- | ------------------- | -------------- | -------- |
| 1     | Debbie Ferguson     | Bahamas        | 22,52    |
| 2     | LaTasha Jenkins     | USA            | 22,85    |
| 3     | Cydonie Mothersille | Cayman Islands | 22,88    |
| 4     | Juliet Campbell     | Jamaika        | 22,99    |
| 5     | Alenka Bikar        | Slowenien      | 23,00    |
| 6     | Myriam Léonie Mani  | Kamerun        | 23,15    |
| DOP   | Marion Jones        | USA            |          |
| DOP   | Kelli White         | USA            |          |

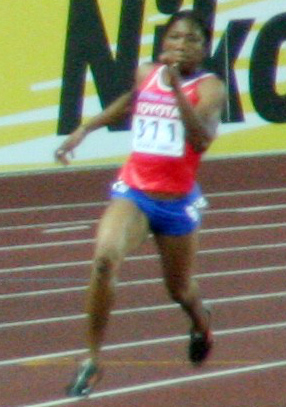
Bronzemedaillengewinnerin Cydonie Mothersille
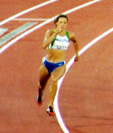
Alenka Bikar – wie über 100 Meter Landesrekord in den Ausscheidungsläufen, aber hier reichte es zum Finale und zu Rang fünf
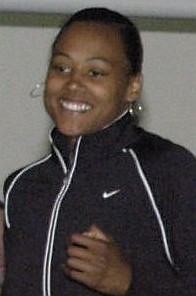
Wie schon über 100 Meter und dann auch in der Sprintstaffel wurde Marion Jones wegen Dopingbetrugs disqualifiziert